# Golam Dewesił
Golam Dewesił (bułg. Голям Девесил) – wieś w Bułgarii, w obwodzie Kyrdżali, w gminie Krumowgrad. W 2024 roku liczyła 89 mieszkańców.